# Krążowniki ciężkie typu Zara
Krążowniki ciężkie typu Zara – włoskie ciężkie krążowniki budowane w latach w 1929 – 1931 przez włoskie stocznie koncernu Odero-Terni-Orlando.

## Historia
W 1927 roku Włochy rozpoczęły budowę nowych ciężkich krążowników typu Trento dla swojej marynarki wojennej, a w 1929 roku nowszych typu Zara. Planowano zbudować okręty posiadające wyporność 15 000 ton i pancerz burtowy 200 mm. Ograniczenia traktatu waszyngtońskiego spowodowały jednak zmiany w projekcie nieco zmniejszające grubość pancerza. Pierwszym krążownikiem typu Zara był krążownik „Fiume”, a następne to „Zara”, „Pola” i „Gorizia”. W 1940 roku krążowniki te zmodernizowano zmieniając im uzbrojenie, które zostało dostosowane do wymogów jakie ukształtowały się w toku II wojny światowej. W toku tej modernizacji zwiększono liczbę środków obrony przeciwlotniczej.

## Losy krążowników typuZara
- Fiume – zbudowany w stoczni w Trieście (położenie stępki w dniu 29 kwietnia 1929 roku, wodowanie – 27 kwietnia 1930 roku, włączenie w skład włoskiej marynarki wojennej – 23 listopada 1931 roku).

Po wybuchu II wojny światowej brał udział w zwalczaniu konwojów brytyjskich na Morzu Śródziemnym. W dniu 28 marca 1941 roku wziął udział w bitwie morskiej koło przylądka Matapan, w trakcie której został zatopiony przez brytyjskie pancerniki „Warspite”  i „Valiant”.
- Zara – zbudowany w stoczni w La Spezia (położenie stępki w dniu 4 lipca 1929 roku, wodowanie – 27 kwietnia 1930 roku, włączenie w skład włoskiej marynarki wojennej – 20 października 1931 roku).

Po wybuchu II wojny światowej brał udział w zwalczaniu konwojów brytyjskich na Morzu Śródziemnym. W dniu 28 marca 1941 roku wziął udział w bitwie morskiej koło przylądka Matapan, w trakcie której został zatopiony w walce z okrętami brytyjskimi: pancernikami „Barham”, „Valiant”, „Warspite” i niszczycielem „Jervis”.
- Pola – zbudowany w stoczni w Livorno (wodowanie w dniu 5 grudnia 1931 roku).

Po wybuchu II wojny światowej brał udział w zwalczaniu konwojów brytyjskich na Morzu Śródziemnym. W dniu 28 marca 1941 roku wziął udział w bitwie morskiej koło przylądka Matapan, w trakcie której został uszkodzony po ataku samolotów brytyjskich z lotniskowca „Formidable” i wycofał się z walki. W dniu 29 marca 1941 roku został wykryty przez brytyjskie niszczyciele „Jervis” i „Nubian”, załoga poddała się i zeszła ze okrętu a on sam został zatopiony przez brytyjskie niszczyciele.
- Gorizia(inne języki) – zbudowany w stoczni w Livorno (położenie stępki w dniu 17 marca 1930 roku, wodowanie – 28 grudnia 1930 roku, włączenie w skład włoskiej marynarki wojennej w dniu 23 grudnia 1931 roku).

Po wybuchu II wojny światowej brał udział w zwalczaniu konwojów brytyjskich na Morzu Śródziemnym. W dniu 22 marca 1942 roku wziął udział w II bitwie morskiej pod Syrtą, w której został uszkodzony. Został skierowany na remont do portu La Spezia. Tam w dniu 8 września 1943 roku został ponownie uszkodzony, a następnie przejęty po kapitulacji Włoch przez Niemców. Wyremontowany, nie wziął już udziału w walkach a w dniu 26 czerwca 1944 roku został zatopiony przez brytyjskie żywe torpedy w porcie La Spezia.